# Mariza Koch
Mariza Koch (en griego: Μαρίζα Κωχ, nacida el 14 de marzo de 1944, Atenas) es una cantante y compositora de origen griego y alemán. Es considerada una de las más renombradas cantantes de Grecia.

## Biografía
Nacida el 14 de marzo de 1944 en la ciudad de Atenas, de madre griega y padre alemán, siendo este último un antiguo partícipe de la ocupación alemana de Grecia. Desde muy joven, demostró interés en la música bizantina y también la música proveniente de la región de Santorini, donde vivió durante gran parte de su infancia.

### Carrera
Comenzó su carrera musical en 1971, cuando publicó su primer álbum de estudio titulado Arabas (Αραμπάς). Dicho trabajo está conformado por una colección de canciones tradicionales griegas mezcladas con sonidos poco usuales de instrumentos electrónicos tradicionales y también modernos. Por otro lado, la particular voz de Mariza se convirtieron en la pieza principal de su música por lo que, en más de una ocasión, ella no necesitó de acompañamiento.
En 1976, debido a una "orden" del compositor Mános Hatzidákis, Mariza compuso una balada tipo protesta en contra de la invasión turca de Chipre, titulada "Panagia Mou, Panagia Mou" ("Mi Dama, mi Dama"), con la que después participó en el Festival de la Canción de Eurovisión de ese año. En dicho festival, consiguió 20 puntos y se posicionó en el 13° puesto, entre 18 concursantes.
Durante la década de 1970, Koch viajó por todo el mundo realizando presentaciones en diversos teatros y convirtiéndose en una reconocida artista de fama internacional. Estuvo en Europa Occidental, Rusia, Canadá, Estados Unidos, Latinoamérica, Australia, India, el Medio Oriente y África como embajadora de la música griega.
Estableció su propia compañía discográfica, VERSO MUSIC, con el objetivo de producir música tradicional griega y darle el espacio a los niños para que se desempeñen en la música.

## Discografía
- 1971 Αραμπάς (Arabas)

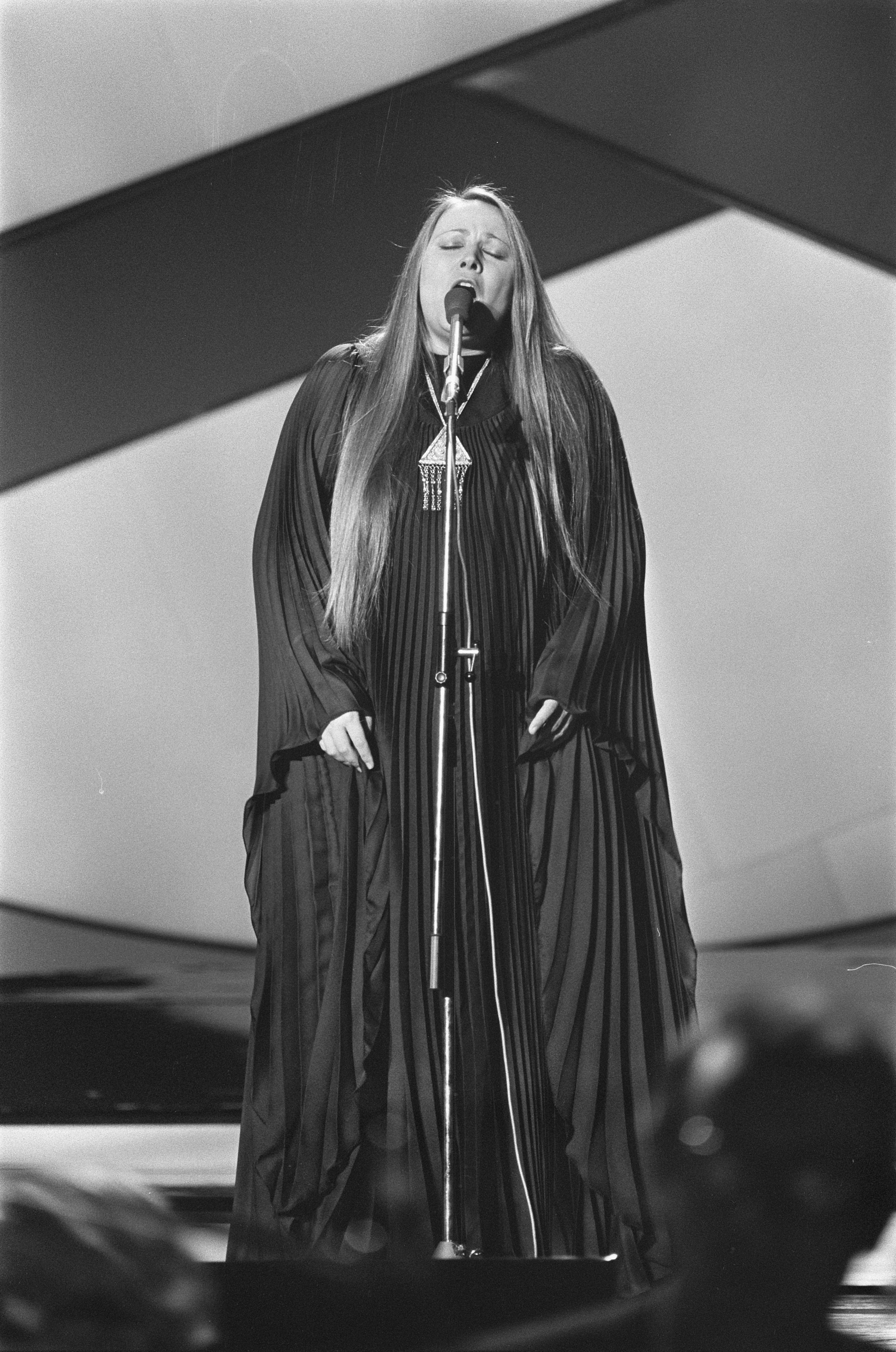
Mariza Koch durante su presentación en el Festival de Eurovision 1976.

- 1973 Μια στο καρφί και μια στο πέταλο (Mia sto karfi kai mia sto petalo)
- 1976 Παναγιά μου Παναγιά μου (Panaia mou , panaia mou)
- 1977 Άσε με να ταξιδέψω (Ase me na taksidepso)
- 1978 Μια εκδρομή με τη Μαρίζα (Mia ekdromi me tin Mariza)
- 1978 Ένα περιβόλι γεμάτο τραγούδια (Ena periboli gemato tragoudia)
- 1979 Αιγαίο (Aegeo)
- 1981 Ο Καθρέφτης (O kathreptis)
- 1983 Στο βάθος κήπος (Sto vathos kipos)
- 1986 Τα παράλια (Ta paralia)
- 1988 Εθνική Οδός (Ethniki Odos)
- 1990 Οι δρόμοι του μικρού Αλέξανδρου (I dromi tou mikrou Alexandru)
- 1992 Διπλή Βάρδια (Dipli Vardia)
- H γοργόνα ταξιδεύει τον μικρό Αλέξανδρο (I gorgona taxidevi ton mikro Aleksandro)
- Mια εκδρομή με τις Eννέα μούσες (Mia ekdromi me tis enea muses)
- Σαν Ουράνιο τόξο (San uranio toxo)
- Να τα πούμε (Na ta pume)
- Μια γιορτή με τη Μαρίζα (Mia giorti me tin Mariza)
- Τα χρωματιστά τραγούδια (Ta chromatista tragudia)
- 2002 Διπλή Βάρδια (Dipli Vardia)
- 2003 Φάτα Μοργκάνα (Fata Μorgana)
- 2004 Ραντεβού στην Αθήνα (Randevou stin Athina
- 2004 Πνοή του Αιγαίου (Pnoi tu Aegeu)
- Σ'αυτή την πόλη (S'avti tin poli)
- Το τροπάριο της Κασσιανής (To tropario tis kassianis)
- Τα παράλια (Ta paralia)
- 2009 Πάνω στη Θάλασσα εγώ τραγουδώ (Pano sti Thalassa ego tragudo)